# Osso clitorideo
Il baubellum (detto anche osso clitorideo o os clitoridis) è un osso che si trova nei genitali di alcune femmine di mammifero, anche se non tutti gli individui di una determinata specie lo possiedono. È l'equivalente del baculum ("osso penico"). La sua funzione non è nota.

## Storia
L'osso clitorideo fu descritto nel 1666 da Claude Perrault nella lontra ("Il clitoride era costituito da membrane e legamenti, che racchiudevano un osso lungo a due linee.") e nella leonessa ("Il glande del clitoride era osseo, come l'abbiamo trovato in una lontra." )
Il termine os clitoridis fu usato nel 1819 da Friedrich Sigismondo Leuckart riguardo alla scimmia cappuccino.
Quest'osso fu battezzato baubellum da Guy Chester Shortridge nel 1934, ma è senza dubbio un eufemismo dovuto al decoro, molto meno comune nell'uso del baculum maschile. I termini latini os clitoris e os clitoridis si trovano più sovente nelle pubblicazioni scientifiche.

## Presenza nei mammiferi
L'osso clitorideo è stato descritto in specie appartenenti agli ordini Chiroptera, Primates, Rodentia e Carnivora. Come per il baculum, questa ampia distribuzione suggerisce un carattere primitivo che è andato perso in alcuni rami filogenetici della classe Mammalia.
A seconda della specie, la presenza di quest'osso è variabile da un esemplare all'altro. È stato osservato, ad esempio, solo nel 30 % degli scoiattoli rossi nordamericani (genere Tamiasciurus). La sua presenza è ancora più rara nelle cagne: 3 % (6 su 200) di presenza su un campione radiologico di cocker spaniel americani e 2 % (4 su 200) per il cane da ferma tedesco a pelo corto.
Riguardo all'homo sapiens, un medico danese del XVII secolo, Thomas Bartholin, scrisse di una cortigiana veneziana il cui clitoride si ossificò, ferendo così i suoi clienti. 
La forma e dimensione variano molto da una specie all'altra. La dimensione è spesso molto piccola:
- 2 x 6 mm nella Aplodontia rufa[8].
- 2 x 0,4 x 0,2 mm in una leonessa adulta[9].
- 0,5 x 0,05 x 0,01 mm in un gatto adulto di 3 anni[9].
- Da 10 a 30 mm in una femmina di tricheco[10]. Da notare che il maschio di questa specie ha l'osso penico più lungo, con una dimensione di 63 cm.
- 9,3 mm nel tasso americano (Taxisdea taxus)[11].

### Sviluppo
L'osso clitorideo è spesso presente, o addirittura prominente, durante la fase embrionale o immatura, per poi diminuire con l'età: è il caso del tricheco, ad esempio, per il quale la dimensione dell'osso tende a ridursi col passare degli anni.

## Funzione
Non è stata ancora suggerita alcuna utilità biologica di questo piccolo osso.. Per alcuni, la distribuzione per specie sarebbe la stessa dell'osso penico. L'osso clitorideo sarebbe un equivalente, senza funzione evolutiva, dell'osso penico, persistendo o scomparendo durante la differenziazione sessuale sotto l'influenza ormonale. Esperimenti con il trattamento della milza con testosterone, hanno portato a una persistenza o a un aumento delle dimensioni dell'osso clitorideo.